# Charlotte Elisabeth Henriette Holstein
Charlotte Elisabeth Henriette Holstein, född zu Inn- und Knyphausen, född 1741, död 1809, var en dansk grevinna och hovfunktionär.
Hon var hovmästarinna till Danmarks drottning mellan 1770 och 1772.